# Sodno-draselná pumpa

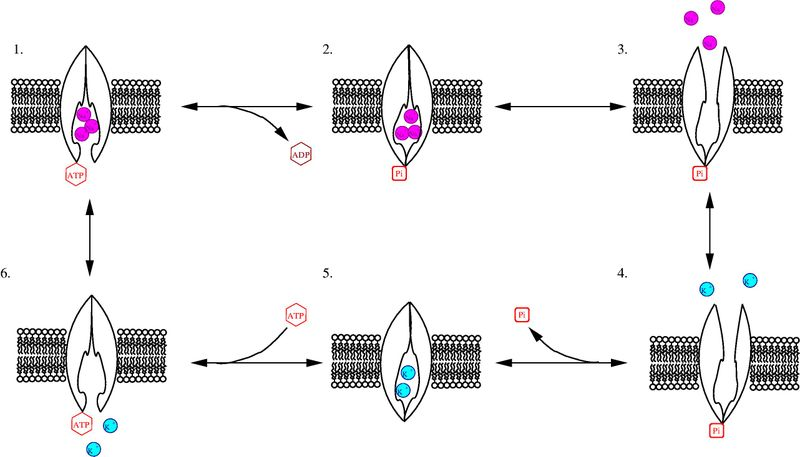
Cyklus probíhající na sodno-draselné pumpě

Jiný obrázek zachycující činnost tohoto enzymu

Sodno-draselná pumpa (též Na+/K+ ATPáza a podobně) je transmembránový protein pracující jako buněčná pumpa. Spotřebovává ATP, načež několikrát mění svou konformaci (prostorové uspořádání) a přesouvá ionty sodíku a draslíku přes buněčnou membránu, a to proti koncentračnímu gradientu. Zatímco sodík je transportován ven z buňky, draslík je pumpován dovnitř.

## Funkce
Pumpa se vyznačuje kotransportem, to znamená, že přenáší zároveň dvě substance. Platí, že za každé dva ionty draslíku přesunuté do buňky přenese sodno-draselná pumpa tři ionty sodíku z buňky. V důsledku toho se v buňce vytváří záporný elektrický potenciál. Pumpa je tedy považována za elektrogenní pumpu – má na potenciál v podstatě podobný účinek, jako má tzv. protonová pumpa u bakterií, rostlin a hub.

## Mechanismus
Na+/K+ pumpa pracuje v určitém cyklu, trvajícím asi 10 milisekund. Poté, co se na ní na vnitřní straně membrány naváže sodík (přesněji tři ionty sodíku) a aktivuje ATPázovou činnost enzymu, dojde k fosforylaci pumpy za spotřeby ATP. Následně celá molekula změní konformaci a uvolní sodík ven z buňky na opačné straně membrány. Tím se také uvolní místo pro ionty draslíku, přítomné v extracelulární tekutině. Dva tyto ionty se navážou na sodno-draselnou pumpu, načež se sodno-draselná pumpa defosforyluje (odebere se fosfát z dříve navázaného ATP). Po této defosforylaci se opět změní prostorové uspořádání molekuly, draslík je uvolněn do vnitřního prostoru buňky, čímž je umožněno třem iontům sodíku navázat se a celý cyklus se dostává na začátek.